# Brandon Dickson
Brandon Lee Dickson (Montgomery, 3 de novembro de 1984) é um jogador de beisebol estadunidense, que joga na posição de arremessador (pitcher).

## Carreira
Dickson compôs o elenco da Seleção dos Estados Unidos de Beisebol nos Jogos Olímpicos de Verão de 2020 em Tóquio, onde conquistou a medalha de prata após confronto contra a equipe japonesa na final da competição.